# タナパグ

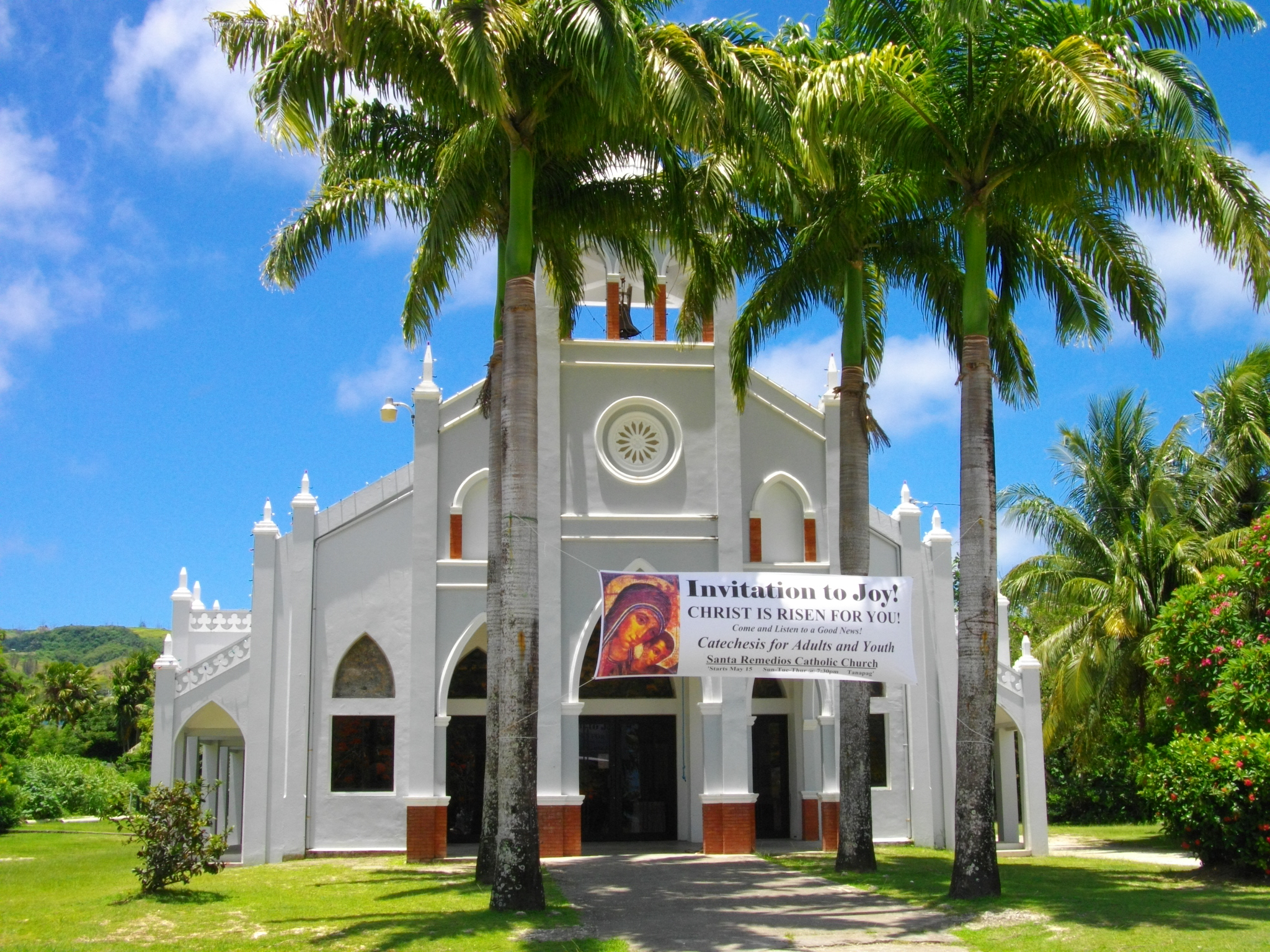
タナパグにあるサンタ・レメディオ教会

タナパグ（Tanapag 棚葉）とは、アメリカ合衆国の自治領である北マリアナ諸島サイパン島の地名。

## 概要
政府所在地のキャピトル・ヒルの真北に位置しており、近くにはタナパグ・ビーチがある。サイパン島西海岸を縦断する道路に接している。
19世紀後半、現在のミクロネシア連邦チューク州にあるナモヌイト環礁から来たカロリン人の集落として知られている。
タナパグ・ビーチは1944年のサイパン戦の激戦地となっている。